# KBS 가요대축제의 출연진 목록
이 문서는 KBS 가요대축제의 역대 출연진을 담고 있다.

## 역대 출연진

### 2006년
| - MC몽 - SG워너비 - SS501 - 거북이 - 김혜연 - 동방신기 - 마야 - 백지영 - 브라운 아이드 걸스 - 설운도 - 세븐 - 손호영 | - 송대관 - 슈퍼주니어 - 씨야 - 이루 - 이승기 - 이용 - 인순이 - 장윤정 - 최유나 - 태진아 - 파란 - 현숙 |

### 2007년
| - FT 아일랜드 - SG워너비 - 박진영 - 백지영 - 빅뱅 - 소녀시대 - 슈퍼주니어 - 신화 | - 씨야 - 양파 - 에픽하이 - 원더걸스 - 윤하 - 이기찬 - 이루 - 이수영 |

### 2008년
| - MC몽 - SG워너비 - 강진 - 김건모 - 김종국 - 김혜연 - 박상철 - 박현빈 - 백지영 - 브라운 아이드 걸스 - 비 - 빅뱅 | - 설운도 - 손담비 - 송대관 - 애프터스쿨 - 원더걸스 - 이문세 - 장윤정 - 쥬얼리 - 태진아 - 현숙 - 현철 |

### 2009년
| - 1박2일 팀 - 2NE1 - 2PM (최고 인기가요) - 김건모 - 김태우 - 다비치 - 리쌍 - 박진영 - 백지영 - 브라운 아이드 걸스 | - 샤이니 - 소녀시대 - 손담비 - 슈퍼주니어 - 신승훈 - 이승철 - 장기하와 얼굴들 - 카라 - 케이윌 - 포미닛 |

### 2010년
| - 2AM - 2PM - DJ DOC - f(x) - FT 아일랜드 - 디셈버 - 미쓰에이 - 비스트 - 샤이니 - 소녀시대 (최고 인기가요) - 슈퍼주니어 - 슈프림팀 | - 시크릿 - 신승훈 - 씨스타 - 씨엔블루 - 아이유 - 애프터스쿨 - 양희은 - 유키스 - 카라 - 티아라 - 포미닛 |

### 2011년
| - 2PM - f(x) - 구준엽 - 김현중 - 다비치 - 동방신기 - 미쓰에이 - 비스트 (올해의 노래상) - 소녀시대 - 슈퍼주니어 - 시크릿 - 심수봉 | - 씨스타 - 씨엔블루 - 아이유 - 엄정화 - 엠블랙 - 원더걸스 - 유키스 - 이승기 - 인피니트 - 클로버 - 티아라 - 포미닛 |

### 2012년
| - 2AM - B1A4 - f(x) - 노을 - 다이나믹 듀오 - 동방신기 - 문희준 - 미쓰에이 - 부활 - 비스트 - 샤이니 - 손담비 | - 슈퍼주니어 - 시크릿 - 씨스타 - 씨엔블루 - 에일리 - 용감한 녀석들 - 인피니트 - 카라 - 트러블 메이커 - 티아라 - 틴탑 |

### 2013년 - WITH Fans
| - 2PM - B1A4 - EXO (올해의 노래상) - 걸스데이 - 다이나믹 듀오 - 미쓰에이 - 비스트 - 샤이니 - 소녀시대 - 시크릿 - 씨스타 - 아이유 | - 에이핑크 - 에일리 - 유희열 - 이승철 - 이효리 - 인피니트 - 카라 - 케이윌 - 크레용팝 - 틴탑 - 포미닛 - 허각 |

### 2014년
| - 2PM - AOA - B1A4 - CNBLUE - EXO - SanE - 걸스데이 - 레이나 - 방탄소년단 - 블락비 - 비스트 - 빅스 | - 소녀시대 - 소유 - 시크릿 - 씨스타 - 에이핑크 - 에일리 - 인피니트 - 임창정 - 정기고 - 틴탑 - 플라이 투 더 스카이 |

### 2015년
| - AOA - B1A4 - CNBLUE - EXID - EXO - GOT7 - 김창완밴드 - 노을 - 다이나믹 듀오 - 레드벨벳 - 마마무 - 문병진 - 방탄소년단 - 비투비 | - 빅스 - 샤이니 - 소녀시대 - 손승연 - 알리 - 에이핑크 - 에일리 - 여자친구 - 인피니트 - 자이언티 - 크러쉬 - 홍경민 - 황치열 |

### 2016년
| - AOA - B.A.P - CNBLUE - EXID - EXO - GOT7 - NCT DREAM - TWICE - 다비치 - 라붐 - 레드벨벳 - 마마무 - 몬스타엑스 - 방탄소년단 - 비투비 - 빅스 | - 샤이니 - 세븐틴 - 신화 - 아스트로 - 아이오아이 - 엄정화 - 업텐션 - 여자친구 - 오마이걸 - 우주소녀 - 인피니트 - 전인권 - 정은지 - 태연 - 한동근 - 황치열 |

### 2017년
| - 레드벨벳 - 마마무 - 방탄소년단 - 세븐틴 - 여자친구 - EXO | - TWICE - Wanna One - 현아 - 황치열 - 아이돌 리부팅 프로젝트 더 유닛 |

### 2018년 - The Festival
| - (여자)아이들 - 10CM - AOA - Apink - BTOB - EXO - GOT7 - NCT 127 - TWICE - VIXX - Wanna One - 김연자 - 노라조 - 뉴이스트W - 더보이즈 | - 러블리즈 - 레드벨벳 - 로이킴 - 모모랜드 - 몬스타엑스 - 방탄소년단 - 선미 - 세븐틴 - 셀럽파이브 - 여자친구 - 오마이걸 - 용준형 - 우주소녀 - 청하 - 황치열 |

### 2019년
| - ASTRO - EVERGLOW - GOT7 - ITZY - NCT 127 - NCT DREAM - Stray Kids - TWICE - 골든차일드 - 뉴이스트 - 더보이즈 - 레드벨벳 - 마마무 | - 몬스타엑스 - 방탄소년단 - SEVENTEEN - 송가인 - 에이핑크 - N.Flying - 여자친구 - 오마이걸 - 우주소녀 - 청하 - 태진아 - 투모로우바이투게더 |

### 2020년 - CONNECT
| - (여자)아이들 - aespa - ENHYPEN - GOT7 - ITZY - NCT - 투모로우바이투게더 - 김연자 - 뉴이스트 - 더보이즈 - 마마무 - 모모랜드 - 몬스타엑스 - 박진영 | - 방탄소년단 - 선미 - 설운도 - 세븐틴 - Stray Kids - ASTRO - IZ*ONE - 여자친구 - 오마이걸 - 제시 - 태민 - TWICE - 폴킴 - 화사 |

### 2021년 - WITH
| - aespa - ENHYPEN - ITZY - IVE - NCT U - SF9 - 강다니엘 - 김우석 - 뉴이스트 - THE BOYZ | - 레드벨벳 - 브레이브걸스 - 선미 - 세븐틴 - STAYC - Stray Kids - ASTRO - 오마이걸 - 이무진 - 투모로우바이투게더 |

### 2022년 - Y2K
| - (여자)아이들 - aespa - ATEEZ - ENHYPEN - ITZY - IVE - 케플러 - LE SSERAFIM - NCT 127 - NCT DREAM - NewJeans - NMIXX | - STAYC - Stray Kids - 김우석 - THE BOYZ - 보아 - 원어스 - 최예나 - 코요태 - 투모로우바이투게더 - PENTAGON - 포레스텔라 - fromis_9 |

### 2023년 - 2023 뮤직뱅크 글로벌 페스티벌
| PART1: - 선미 - 화사 - fromis_9 - (여자)아이들 - 원어스 - 투모로우바이투게더 - aespa - IVE - Xdinary Heroes - 하이키 - 제로베이스원 - RIIZE - NCT 127 - NCT DREAM - 크래비티 - Young K - 판타지 보이즈 - xikers - 아린 (오마이걸) | PART2: - BOYNEXTDOOR - &TEAM - NewJeans - LE SSERAFIM - NMIXX - 케플러 - NiziU - ENHYPEN - STAYC - P1Harmony - 이영지 - ITZY - ATEEZ - Stray Kids - 더보이즈 - 강다니엘 - 멜로망스 - 샤이니 - 박진영 - 김완선 - 골든걸스 |

### 2024년 - 2024 뮤직뱅크 글로벌 페스티벌 in JAPAN / 2024 KBS 가요대축제 글로벌 페스티벌
| 2024 뮤직뱅크 글로벌 페스티벌 in JAPAN: - 투모로우바이투게더 - 에이티즈 - WayV - STAYC - NMIXX - NewJeans - xikers - RIIZE - EVNNE - TRENDZ - INI - Stray Kids - ITZY - LE SSERAFIM - n.SSign - TWS - NCT WISH - ILLIT - 넥스지 - 제로베이스원 - 하이키 - NouerA | 2024 KBS 가요대축제 글로벌 페스티벌: - NCT 127 - NCT DREAM - ENHYPEN - aespa - (여자)아이들 - IVE - BOYNEXTDOOR - 이찬원 - 장민호 - 영탁 - 이영지 - P1Harmony - 원어스 - 케플러 - CRAVITY - KISS OF LIFE - tripleS - 유니스 - 지누션 - 바다 - 베이비복스 - DJ KOO - 윤수일 |

## 주해 및 출처
1. ↑  시원 불참.
2. ↑  멤버 구성 : MC몽, 은지원, 이수근, 이승기
3. ↑  멤버 구성 : 이특, 예성, 신동, 성민, 은혁, 시원, 동해, 려욱, 규현
4. ↑  멤버 구성 : 이특, 희철, 예성, 신동, 성민, 은혁, 시원, 동해, 려욱, 규현
5. ↑  멤버 구성 : 예성, 강인, 신동, 성민, 은혁, 시원, 동해, 려욱, 규현
6. ↑  멤버 윤아는 불참.
7. ↑  멤버 민니의 활동 중단과 슈화의 독감 확진으로 인해 미연과 우기가 스페셜 무대만 참가.